# خوالوویتسه (ناحیه زنویمو)
خوالوویتسه (به چکی: Chvalovice) یک منطقهٔ مسکونی در جمهوری چک است که در ناحیه زنویمو واقع شده‌است. خوالوویتسه ۸٫۸۴ کیلومتر مربع مساحت و ۵۴۰ نفر جمعیت دارد و ۲۲۲ متر بالاتر از سطح دریا واقع شده‌است.